# Адміністративний устрій Скадовського району
Адміністративний устрій Скадовського району — адміністративно-територіальний поділ Скадовського району Херсонської області на 1 міську, 1 селищну та 13 сільських рад, які об'єднують 39 населених пунктів та підпорядковані Скадовській районній раді. Адміністративний центр — місто Скадовськ.

## Список радСкадовського району
| №  | Назва                          | Центр             | Населені пункти                                                         | Площа км² | Місце за площею | Населення (2001), чол. | Місце за населенням | Розташування |
| -- | ------------------------------ | ----------------- | ----------------------------------------------------------------------- | --------- | --------------- | ---------------------- | ------------------- | ------------ |
| 1  | Скадовська міська рада         | м. Скадовськ      | м. Скадовськ                                                            |           |                 |                        |                     |              |
| 2  | Лазурненська селищна рада      | смт Лазурне       | смт Лазурне                                                             |           |                 |                        |                     |              |
| 3  | Антонівська сільська рада      | с-ще Антонівка    | с-ще Антонівка с-ще Озерне                                              |           |                 |                        |                     |              |
| 4  | Володимирівська сільська рада  | c. Володимирівка  | c. Володимирівка с. Лиманське с. Новоросійське                          |           |                 |                        |                     |              |
| 5  | Красненська сільська рада      | c. Красне         | c. Красне с-ще Степне                                                   |           |                 |                        |                     |              |
| 6  | Михайлівська сільська рада     | c. Михайлівка     | c. Михайлівка с. Біленьке с. Карабулат с. Новосілка с. Промінь с. Труд  |           |                 |                        |                     |              |
| 7  | Новомиколаївська сільська рада | c. Новомиколаївка | c. Новомиколаївка                                                       |           |                 |                        |                     |              |
| 8  | Приморська сільська рада       | c. Приморське     | c. Приморське                                                           |           |                 |                        |                     |              |
| 9  | Олександрівська сільська рада  | c. Олександрівка  | c. Олександрівка с. Малоолександрівка с. Миколаївка с. Хатки            |           |                 |                        |                     |              |
| 10 | Радгоспненська сільська рада   | c-ще Благодатне   | c-ще Благодатне с-ще Грушівка с-ще Зелене с-ще Петропавлівка с. Радісне |           |                 |                        |                     |              |
| 11 | Таврійська сільська рада       | c-ще Таврія       | c-ще Таврія с-ще Вишневе                                                |           |                 |                        |                     |              |
| 12 | Тарасівська сільська рада      | c. Тарасівка      | c. Тарасівка с. Дарівка с. Новоукраїнка                                 |           |                 |                        |                     |              |
| 13 | Улянівська сільська рада       | c. Улянівка       | c. Улянівка с. Андріївка                                                |           |                 |                        |                     |              |
| 14 | Шевченківська сільська рада    | c. Шевченко       | c. Шевченко с. Мала Андронівка с. Петрівка                              |           |                 |                        |                     |              |
| 15 | Широківська сільська рада      | c. Широке         | c. Широке с. Велика Андронівка с. Гостроподолянське                     |           |                 |                        |                     |              |

* Примітки: м. — місто, с-ще — селище, смт — селище міського типу, с. — село